# Drakesboro
La ville de Drakesboro est située dans le comté de Muhlenberg, dans l’État du Kentucky, aux États-Unis. Sa population s’élevait à 515 habitants lors du recensement de 2010, estimée à 506 habitants en 2016.

## Source
- (en) Cet article est partiellement ou en totalité issu de l’article de Wikipédia en anglais intitulé « Drakesboro, Kentucky » (voir la liste des auteurs).